# Mnohobuněčnost

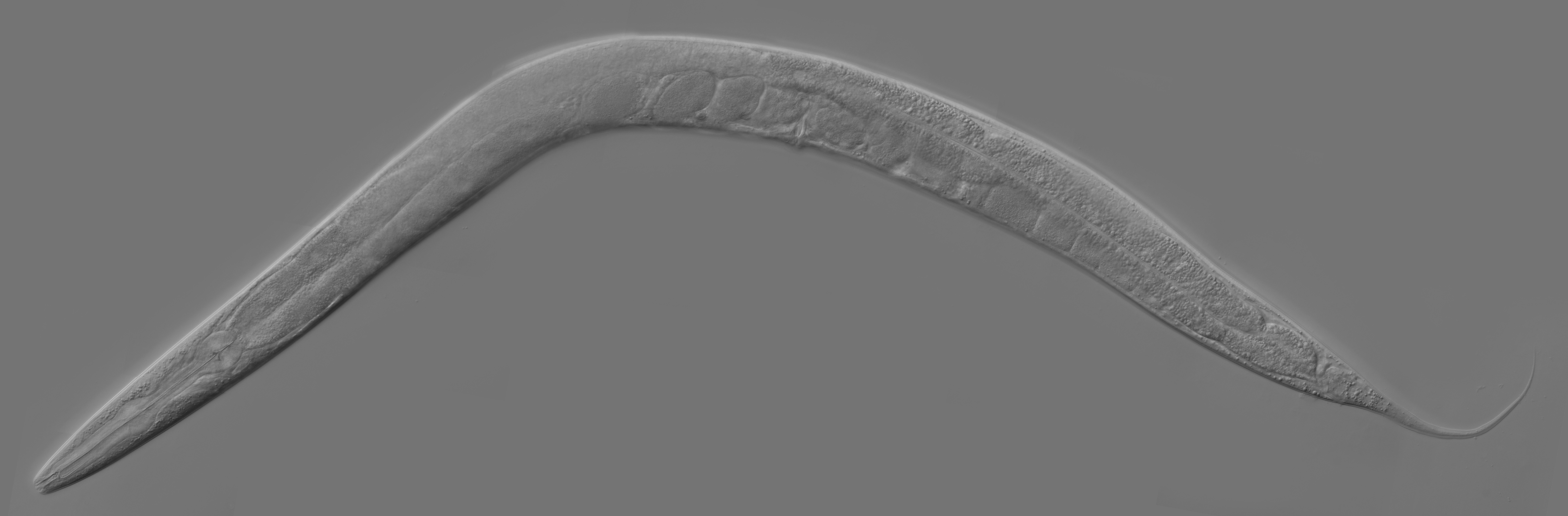
Hlístice Caenorhabditis elegans je příkladem dobře známého mnohobuněčného živočicha, každá z jejích 1090 tělních buněk má svůj osud přesně určen

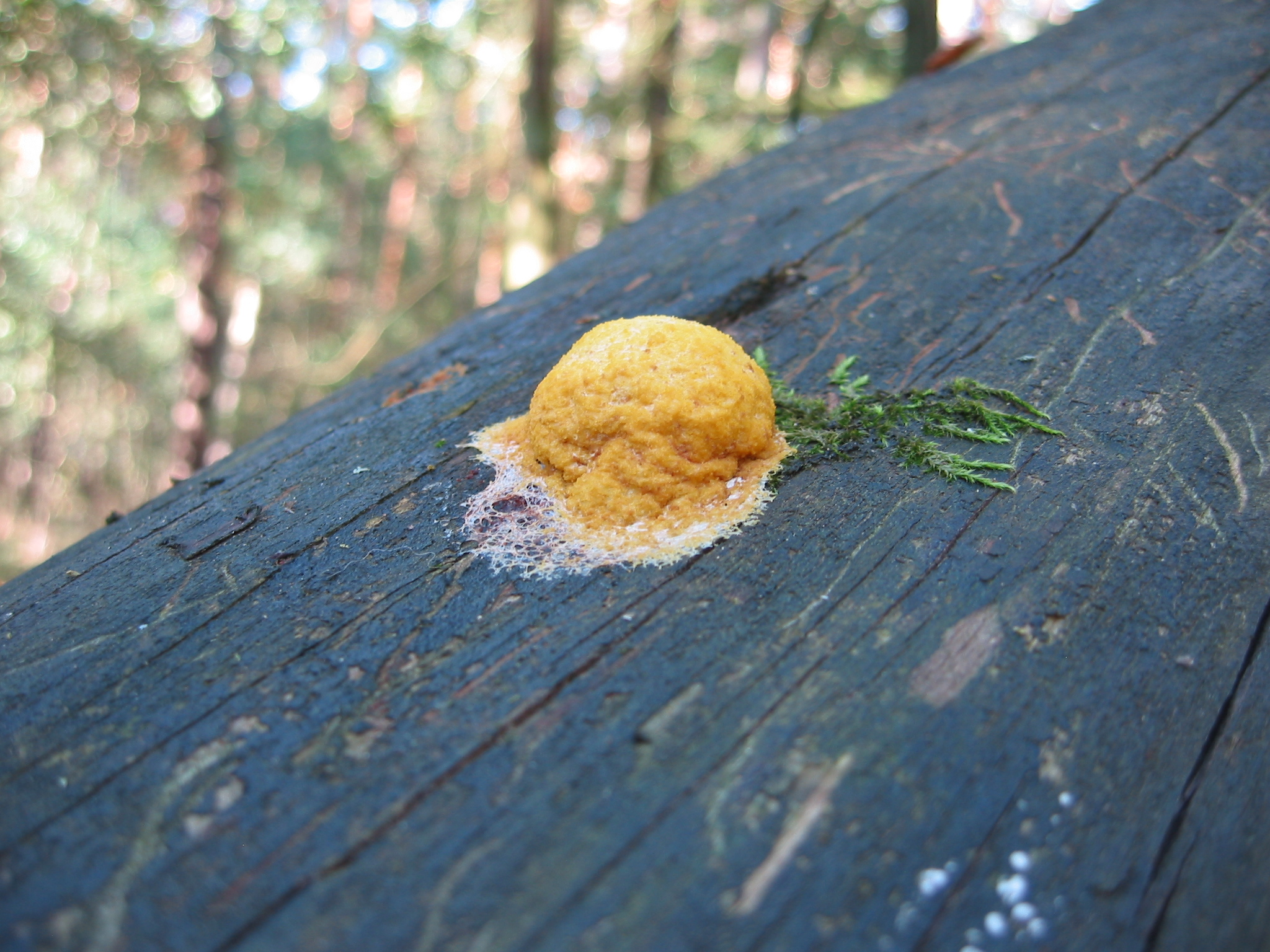
Plazmódium hlenky je ukázka mnohobuněčnosti v říši Amoebozoa

Mnohobuněčnost je stav, kdy je tělo určitého organizmu složeno z většího počtu buněk, které jsou specializované a spolupracují mezi sebou. Mezi mnohobuněčné organizmy jsou tradičně počítány některé rostliny (některé zelené řasy, suchozemské rostliny, ruduchy či parožnatky), některé houby a všichni moderně pojatí živočichové. Dále však v určitém smyslu známe mnohobuněčné chaluhy, některé hlenky a podobně. Tendenci k mnohobuněčnosti však je možné najít i u mnohých prokaryot. Je jasné, že mnohobuněčnost vznikla v historii mnohokrát a nezávisle.
Přechodnou formu mezi mnohobuněčností a jednobuněčností představují organizmy vytvářející kolonie. V některých dochází k určité specializaci a spolupráci buněk (některé řasy a prvoci, například váleč koulivý). Za rozvojem však mohla stát pluripotence. Nutno také dodat, že většina běžných mnohobuněčných organizmů ve svém životním cyklu obsahuje i jednobuněčné stádium.

## Obecně

### Účel mnohobuněčnosti
Nabízí se otázka, proč existuje mnohobuněčnost, když mnohé jednobuněčné organismy dokážou bez problémů syntetizovat všechny potřebné látky a mohou dosáhnout až neuvěřitelných počtů jedinců. Mnohobuněčné organismy dosáhly stavu, kdy jedna skupina buněk provádí určitou funkci, zatímco druhá skupina vykonává funkci zcela odlišnou. Například u krytosemenných rostlin listové asimilační pletivo zastává funkci fotosyntetickou, jiné pletivo v kořeni nasává vodu a látky z půdy. Mnohobuněčné organizmy obecně obsazují zcela jiné ekologické niky než jednobuněčné.

### Kontrola embryonálního vývoje
Typickým rysem mnohobuněčnosti je skutečnost, že nový jedinec velmi často vzniká de novo, z jedné buňky (např. oplodněného vajíčka). Zárodek musí obvykle projít komplikovaným embryonálním vývojem, aby se z něho stal dospělý jedinec, a tyto změny jsou obvykle pod kontrolou genů. Známým příkladem jsou u mnohých mnohobuněčných skupin, jako jsou živočichové, zelené rostliny i houby, tzv. homeoboxové sekvence. Výhradně živočišné jsou celé genové skupiny, související s embryogenezí: patří k nim například Antennapedia, Pax, nebo různé Hox geny.

### Spojování a dorozumívání mezi buňkami

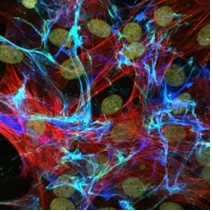
Extracelulární matrix (modře) mezi buňkami (konkrétně fibroblasty)

Buňky tvořící mnohobuněčný organizmus samozřejmě musí držet pohromadě i po proběhlém buněčném dělení. Tuto vlastnost však zvládají i mnohé organizmy, které za mnohobuněčné nepovažujeme, jako např. streptokoky. U živočichů spojení buněk (adheze) představuje komplikovaný a dynamický proces, buňky se spojují jak pomocí molekul v buněčné membráně (glykoproteiny, např. kadheriny), tak pomocí extracelulární matrix čili glykokalyxu (fibronektin, vitronektin a podobně, uchycené pomocí integrinů). U rostlin však je adheze způsobena pouze kontaktem buněčných stěn, nikoliv membrán. Rozdíl je také v mechanismu vzniku adheze: zatímco u živočichů vzniká spojení mezi buňkami aktivně, v průběhu vývoje tkání, u rostlin je výsledkem mitózy (buňky se po dělení nejsou schopné oddělit).
Na druhou stranu spolu buňky musí umět komunikovat. Zejména u mnohobuněčných se totiž vyskytují nové buněčné struktury, sloužící právě k fyzickému spojení mezi buňkami. Příkladem jsou dezmozomy a jiné buněčné spoje u živočichů, stejně jako plazmodezmata mezi buňkami rostlin.

### Specializace buněk
Typickým rysem mnohobuněčných organizmů je určitá specializace buněk, tzv. buněčná diferenciace. Ačkoliv něco podobného známe i u nižších organizmů (konkrétně např. heterocyty sinic), značného rozmachu tato vlastnost doznala až u rostlin, hub a zejména živočichů. Udává se, že je v těle obratlovců 200 typů buněk a tyto typy jsou ještě dále rozlišitelné na několik subtypů (jiné zdroje uvádí u člověka dokonce 400 typů buněk).
Zdá se proto paradoxní, že všechny tyto buňky mají v podstatě stejný genetický materiál v podobě DNA. Výjimky jsou známy, jako například červené krvinky, které nemají DNA žádnou. Specializace tak dosahuje tělo mnohobuněčných spíše pomocí regulace genové exprese, která je u mnohobuněčných eukaryot mnohem rozvinutější, než u prokaryot.

## Mnohobuněčnost u prokaryot

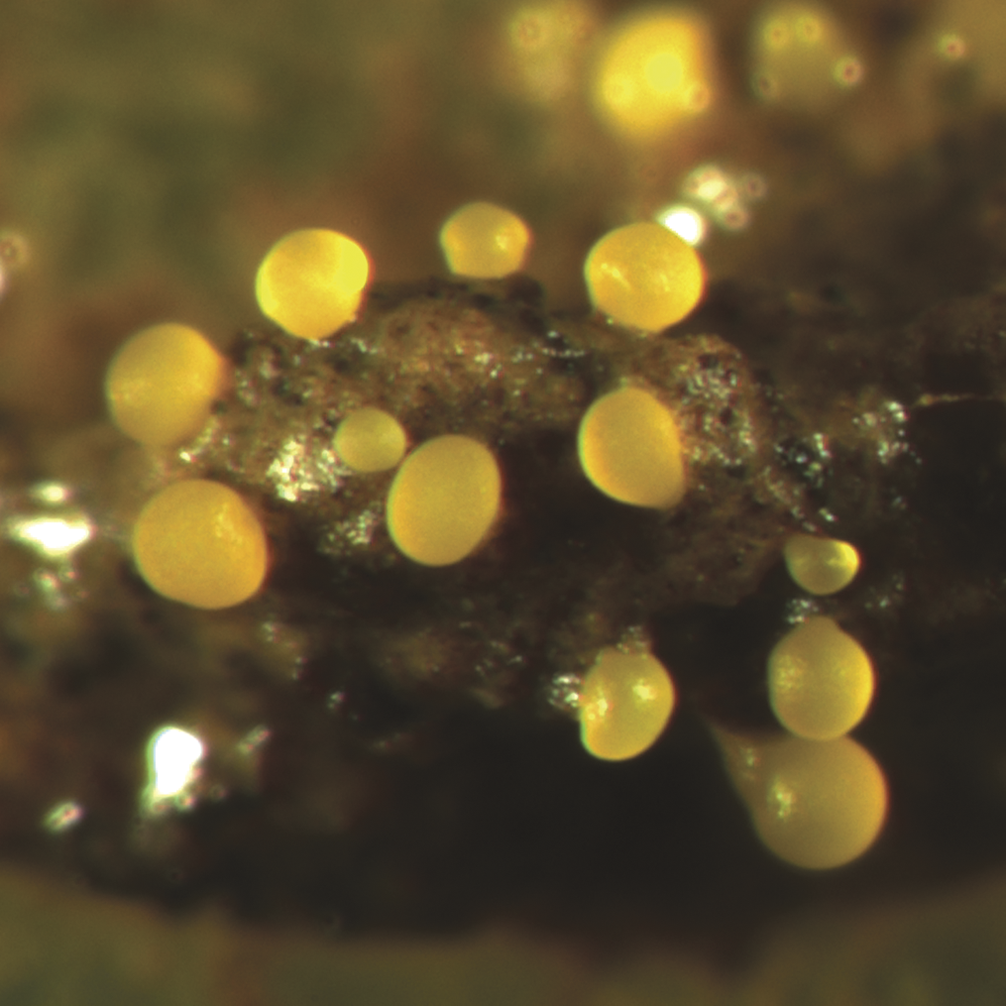
Myxobakterie, jako například Myxococcus xanthus, jsou schopné tvořit plodničky složené až ze 100 000 buněk

I některá prokaryota jsou schopná zůstat po buněčném dělení pohromadě, a tedy tvoří jednoduchá mnohobuněčná uskupení. Dříve se bakterie považovaly (s výjimkou některých skupin, jako jsou myxobakterie a aktinomycety) za výhradně jednobuněčné. Na konci osmdesátých let 19. století byly zveřejňovány první články, které považovaly mnohobuněčnost za obecný rys prokaryot, ale vědeckou veřejnost nepřesvědčily. Dnes se však situace mění v souvislosti s poznáním, že mezi bakteriemi považovanými za jednobuněčné probíhá mezi buňkami čilá komunikace za pomoci komplikovaných signálních cest. Příkladem je u gramnegativních bakterií skupina N-acyl homoserin laktonů (AHLs), díky nimž umí buňky prokaryot spolupracovat a dokonce změnit svůj fenotyp (vzhled). Shapiro shrnuje ve své studii o mnohobuněčnosti jako obecném rysu bakterií takto:
1. Díky mezibuněčné komunikaci jsou bakterie schopné regulovat růst, pohyb i biochemickou aktivitu
2. Tyto schopnosti jsou v rámci bakterií široce rozšířené, nikoliv omezené na několik skupin
3. Účelem mnohobuněčných uspořádání u bakterií je možnost kontrolovat proliferaci, získat nové zdroje potravy, bránit se proti antagonistickým vlivům jiných organizmů a optimalizovat populaci určitou specializací buněk (na spory a podobně).[12]

Dobrým příkladem velmi vyvinuté mnohobuněčnosti u prokaryot jsou myxobakterie, žijící v koloniích, které produkují velké množství enzymů sloužících k natrávení organických látek v okolí. Právě díky koloniálnímu uspořádání mohou být tyto enzymy produkovány efektivněji (efekt vlčí smečky). Když se tyto látky vyčerpají, vytvoří dokonce myxobakterie velice souměrné mnohobuněčné plodničky, zatímco některé bakterie se změní na spory a rozšíří se do okolí. Také mnohé sinice (cyanobakterie) tvoří až metr dlouhé vláknité kolonie, v nichž se v pravidelných délkových intervalech objevují tzv. heterocyty, tedy zvláštní buňky schopné fixace dusíku.

## Mnohobuněčnost u eukaryot
Eukaryotické buňky jsou zřejmě velmi výkonné v organizaci práce a vzniku komplexního těla a z toho také pramení fakt, že mnohobuněčnost u nich vznikla několikrát nezávisle na sobě, zvlášť u živočichů, rostlin, hub a mnoha dalších eukaryotických taxonů.

### Živočichové

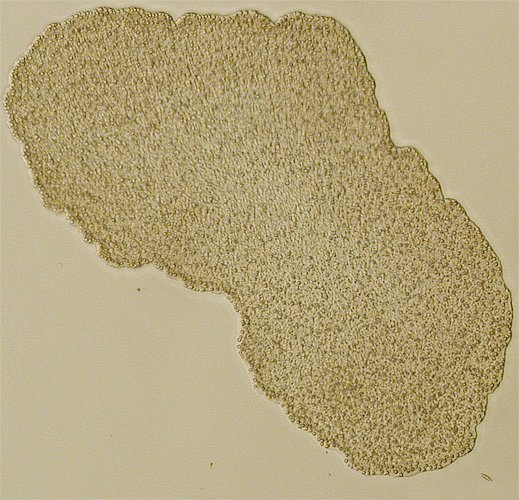
Vločkovci (Placozoa) jsou považováni za jednoduché živočichy

První mnohobuněční živočichové snad vznikli v průběhu období ediakara (někdy před 570 – 550 miliony lety), jak napovídají i některá molekulárně biologická data. Někdy se hovoří až o období před 600 miliony lety, ale mohou být i přes 2 miliardy let staré. Existují i nálezy staré 1,63 miliardy let. Zřetelnější fosilní záznam se však objevuje až v kambriu. Z doby, označované také jako kambrická exploze druhů, pochází množství fosilních dokladů současných živočišných kmenů. Nejbližším příbuzným živočichů jsou pravděpodobně trubénky (Choanoflagellata), společným předkem trubének a živočichů byl jednobuněčný bičíkovec.
Existuje vícero teorií, které se snaží vysvětlit způsob vzniku mnohobuněčných tkání z jednobuněčných předků. Haeckelova invaginační teorie například tvrdí, že na počátku byl neuspořádaný shluk prvoků, načež některé buňky vycestovaly na obvod a vznikla „blastula“ a následně se některé buňky vchlípily za vzniku jakési „gastruly“. Podle imigrační teorie Ilji Mečnikova naopak některé buňky vcestovaly dovnitř a vznikl z nich entoderm. Plakulární teorie Otty Bütschliho tvrdí, že na počátku byl plochý dvouvrstevný organizmus – plakula – jehož spodní přisedlá část se specializovala na příjem potravy. Vchlípením takového plochého těla vznikl útvar podobný gastrule. Konečné například ciliární teorie tvrdí, že na počátku byla mnohojaderná buňka, která se rozdělila na několik jednojaderných.

### Rostliny

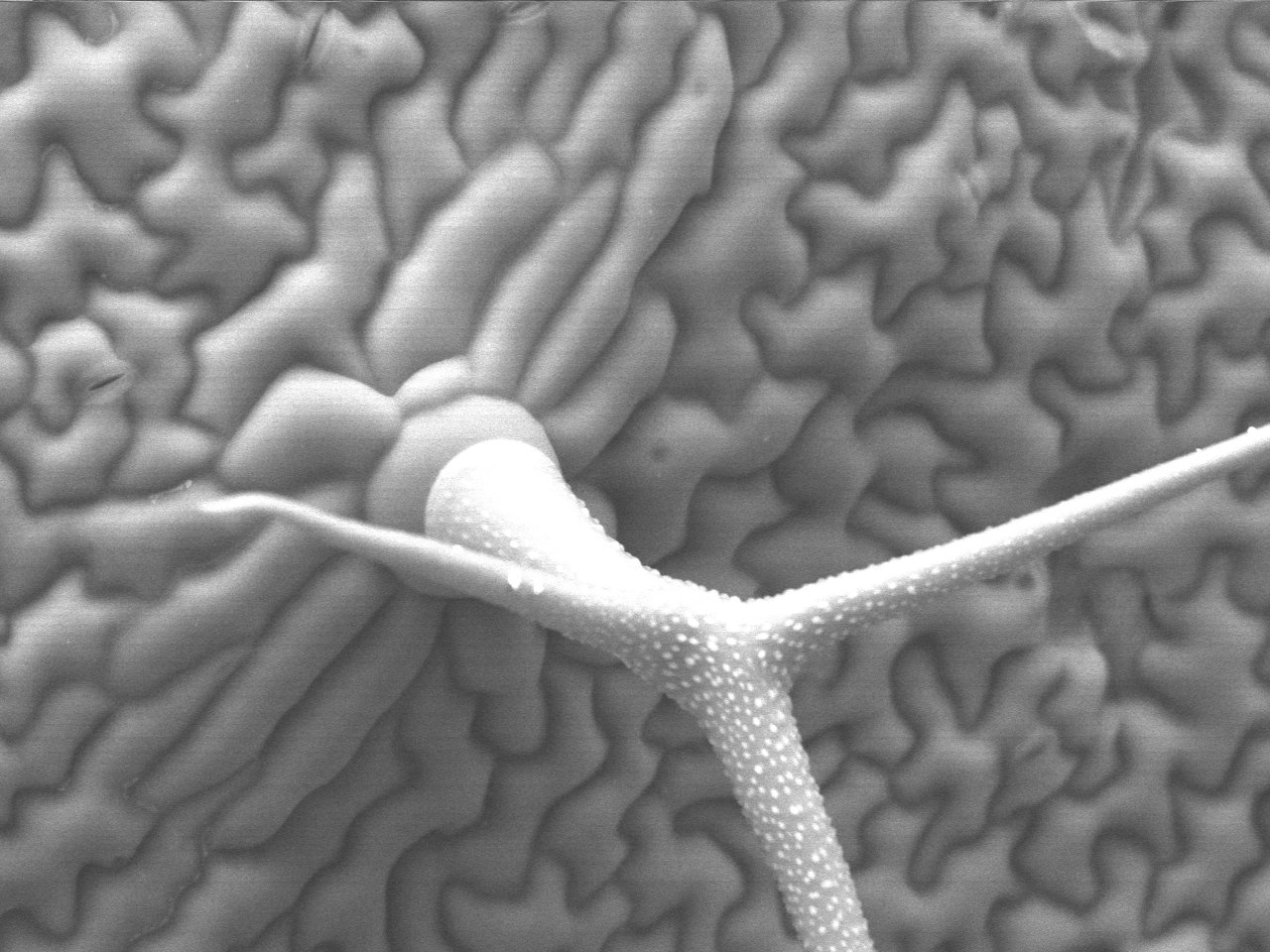
Huseníček rolní (A. thaliana) - na povrchu pokožky vyrůstá trichom

U rostlin (Archaeplastida, tj. včetně mnohých ruduch a zelených řas) se mnohobuněčnost vyvinula hned několikrát, a to zřejmě v souvislosti s tím, že se fotosyntetizující organizmy nemusí tolik pohybovat za potravou, a vznik mnohobuněčnosti je pro ně tudíž značně schůdnější než u heterotrofů. Vývoj mnohobuněčného uspořádání se u rostlin ubíral třemi základními cestami. Některé kolonie zelených řas, jaké tvoří např. váleč koulivý (Volvox globator), se zformovaly z několika původních jedinců. Jindy se v původní buňce mnohonásobně dělilo jádro, čímž došlo ke vzniku jednobuněčných, ale vícejaderných stélek (např. rod Caulerpa). Konečně třetím způsobem vznikly mnohobuněčné rostliny tak, že se původní buňka mitoticky dělila a jednotlivé dceřiné buňky se specializovaly na určitou funkci.
Na mnohých skupinách zelených řasách je velmi dobře patrné, jak se evoluce mnohobuněčnosti mohla ubírat. V rámci jedné skupiny těchto primitivních rostlin můžeme často najít jak jednobuněčné, tak mnohobuněčné zástupce. Konkrétně zatímco Chlamydomonas je běžná buňka na první pohled připomínající bičíkovce (i když má plastidy), Gonium tvoří jednoduché kolonie o 4–32 jedincích (kteří však jsou rovnocenní, nikoliv specializovaní) a již dříve zmíněný Volvox dokonce tvoří kulovité stélky, v nichž jsou buňky spojeny navzájem otvory v cytoplazmatické membráně a dokonce jen některé buňky se specializují na pohlavní rozmnožování.

### Houby
U hub nelze pozorovat nějaký obecný trend k mnohobuněčnosti a není vlastně jasné, kolikrát v rámci hub mnohobuněčnost vznikla.

### Další mnohobuněčné skupiny
Skupin, u nichž byla pozorována mnohobuněčnost, je však mnohem více. Příkladem jsou akrasie (Acrasidae), chaluhy (Phaeophyceae), řasovky (Oomycota), pravé hlenky (Eumycetozoa) a dokonce jeden druh nálevníka – Sorogena stoianovitchae. Mnohobuněčné útvary vytvářejí také některé bakteria, například Nostoc.